# Лапач (Вологодский район)
Лапач — деревня в Вологодском районе Вологодской области близ места впадения реки Лапач в Тошню.
Входит в состав Сосновского сельского поселения, с точки зрения административно-территориального деления — в Сосновский сельсовет.
Расстояние по автодороге до районного центра Вологды — 25 км, до центра муниципального образования Сосновки — 5,5 км. Ближайшие населённые пункты — Корюкино, Ерофейка, Новый Источник, Стризнево, Лавкино, Руново, Чернухино.
По переписи 2002 года население — 8 человек.